# Jug (rijeka)
Jug (rus. Юг) je rijeka u Kičmengsko-Gorodetskom, Nikolskom i Velikoustjugskom rajonu Vologodske oblasti i u Podosinovskom rajonu Kirovske oblasti u Rusiji. Duga je 574 km, s površinom porječja od 35600 km2. Jug se spaja sa Suhonom blizu grada Velikog Ustjuga, tvoreći Sjevernu Dvinu, jednu od najvećih rijeka europske Rusije.

## Etimologija
Naziv rijeke identičan je ruskoj riječi za "jug", ali ima ugrofinsko podrijetlo i potječe od komijske riječi ju, što znači "voda". Srodan je s joki "rijeka" u većini naziva rijeka u Finskoj, a nadalje s Oka, Vuoksi, Vah, Jogan itd. u Rusiji.

## Porječje i tok rijeke
Izvor Juga nalazi se u južnom dijelu Kičmensko-Gorodetskog rajona , južno od sela Kalepliha. Rijeka teče prema jugozapadu, ulazi u Nikolski rajon, teče gotovo do granice Kostromske oblasti i oštro skreće prema sjeverozapadu. Grad Nikolsk nalazi se na obje obale rijeke Jug, a uzvodno od Nikolska dolina je već gusto naseljena. Nizvodno od Nikolska, Jug je plovan, iako nema putničke plovidbe osim nekoliko trajektnih prijelaza. Rijeka teče dalje na sjever, ponovno ulazi u Kičmengsko-Gorodetski rajon, skreće prema sjeveroistoku, prihvaća Kičmengu s lijeve strane u selu Kičmengski Gorodok i ulazi u Kirovsku oblast. U Podosinovecu, Jug prihvaća Pušmu s desne strane, skreće prema sjeveru, zatim prema zapadu i ulazi u Velikoustjugski rajon Vologodske oblasti. Jug prihvaća Luzu, svoju najveću pritoku, s desne strane i skreće prema sjeveru prije nego što se pridruži Suhoni.
Glavni pritoci Juga su Šarženga (lijevi), Kičmenga (lijevi), Jontala (desni), Pušma (desni) i Luza (desni). Većina toka Juga prolazi kroz Sjeverni greben, a Jug je jedna od najvećih rijeka koje prelaze greben.
Gradovi Veliki Ustjug i Nikoljsk, kao i okružni centri Kičmengski Gorodok i Podosinovec, nalaze se na obalama Juga.
U gornjem toku Juga postoji niz mostova, ali nizvodno od Kičmengskog Gorodoka postoji samo jedan most, koji se nalazi u Podosinovcu.
- Jug u Podosinovecu.
- Most preko Juga u Podosinovecu.

## Povijest
U 14. i 15. stoljeću gornji tok Juga, oko Nikolska, bio je sporno područje između Velike kneževine Moskovske i Novgorodske Republike. Novgorod je kontrolirao veći dio ruskog sjevera, a posebno sva područja uz Suhonu, dok je Moskva kontrolirala Veliki Ustjug, koji je naslijedila od Vladimirsko-Suzdalske kneževine. Jug je bio plovni put kojim je Moskva stizala do Velikog Ustjuga. Krajem 15. stoljeća Novgorod je pripojen Velikoj kneževini Moskovskoj, a Nikolsk je postao jedna od ključnih točaka na putu od Moskve do Bijelog mora, koje je do 1703. godine bilo glavna ruta za vanjsku trgovinu u Rusiji. Luka u Nikolsku se posebno koristila za prijevoz tereta.

## Vanjske poveznice
|  | Zajednički poslužitelj ima još gradiva o temi Jug (rijeka) |